# Calica

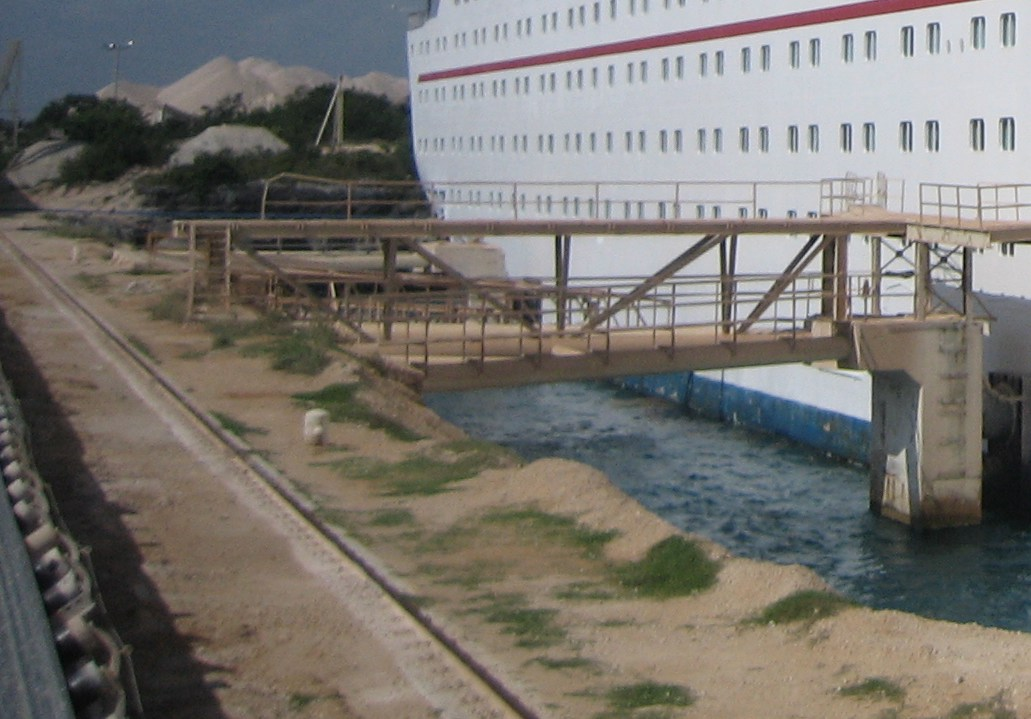
Puerto de Calica

CALICA es un puerto internacional mexicano, que posee además una cantera. Se localiza en la costa de Quintana Roo, México. Calica, a diferencia de Playa del Carmen no se encuentra en el municipio de Playa del Carmen, pues se encuentra dentro de la parte peninsular que forma parte del municipio de Cozumel, que comprende también toda la isla del mismo nombre al otro lado del estrecho, que también lleva su nombre. Tiene una extensión poligonal de 11,9 ha. La palabra Calica, es el acrónimo de Calizas Industriales del Carmen, nombre de una empresa que explota materiales pétreos, que se estableció ahí en 1986.

## Historia
La empresa Calizas Industriales del Carmen, S.A. de C.V., es una subsidiaria Mexicana de Vulcan Materials Company, fue fundada en 1986. En su origen pertenecía de forma conjunta a Vulcan Materials Company y el Grupo ICA, pero Vulcan Materials Company compró Calica al Grupo ICA en el 2001.
Actualmente esta empresa continúa produciendo agregados para la construcción destinados a mercados mexicanos y estadounidenses. Se estima que de la piedra caliza, un total de 6 millones de toneladas se exporta anualmente a los Estados Unidos. Asimismo provee servicios de terminal marítima para el turismo y la industria regional en la Terminal Marítima de Punta Venado.
De acuerdo al Economista el gobierno federal y Vulcan Materials acordaron que su planta Calica, en Playa del Carmen, Quintana Roo, "sea transformada en un conjunto turístico y natural que aproveche el proyecto del Tren Maya".

## Terminal marítima
El puerto es uno de los de mayor calado en el Golfo de México y el Mar Caribe, está excavada en roca caliza, cuenta con una dársena de 200 m de ancho y 500 m de largo, convirtiendo la longitud del canal de acceso en 300 m.
A este lugar arriban tanto cruceros internacionales como transbordadores locales. El puerto permite conectar el macizo continental con las diversas islas del Caribe Mexicano. Se encuentra a una distancia de 8 km al sur de Playa del Carmen.